# Rata mesquera de cua rodona
La rata mesquera de cua rodona (Neofiber alleni) és una espècie de rosegador de la família dels cricètids. Viu al sud-est dels Estats Units (Geòrgia i Florida). Es tracta d'un animal principalment nocturn que s'alimenta de matèria vegetal. El seu hàbitat natural són les masses permanents d'aigua dolça amb vegetació espessa. És una espècie en risc mínim, és a dir, no sembla que hi hagi cap amenaça significativa per a la seva supervivència.
Fou anomenada en honor del zoòleg i ornitòleg estatunidenc Joel Asaph Allen.